# Аннинский, Евгений Сергеевич
Евгений Сергеевич Аннинский (20 апреля 1932, Тюхтетский район, Восточно-Сибирский край — 29 декабря 2009) — педагог и деятель образования, Заслуженный учитель школы России (1994), археолог-энтузиаст, петроглифист.
Основатель филиала Музейно-выставочного центра г. Железногорска «Музей археологии им. Е. С. Аннинского».

## Биография
Евгений Аннинский родился 20 апреля 1932 года в деревне Боровское Тюхтетского района (ныне — Красноярского края) в семье директора сельской школы.
После окончания семилетки поступил в Ачинское педучилище, а затем в учительский институт города Ачинска.
С 1 сентября 1952 года — преподаватель истории, конституции СССР и географии в Скрипачниковской семилетней школе Березовского района. С декабря 1952 по 1956 год проходил срочную службу в Советской армии. После армии поступил на третий курс литературного факультета Абаканского пединститута. В феврале 1954 года, направляясь к новому месту службы, Евгений познакомился со студенткой сельскохозяйственного института Марией Егоровной Симаковой. 20 марта 1955 года она стала его женой.
В 1956 году Евгений Сергеевич был назначен директором Скрипачниковской школы, сменив на этом посту своего отца. Так же вёл рисование, физкультуру и уроки труда (ибо учителей катастрофически не хватало), его жена — Мария Егоровна преподавала биологию в той же школе.
Осенью 1967 года был назначен директором школы № 104 закрытого города Красноярск-26 (ныне — Железногорск), с ведением уроков по истории и физкультуре.
12 сентября 1984 года был освобожден от поста директора школы (на тот период его стаж был 35 лет).
Активно занимался созданием пришкольного археологического музея. С 1992 года — инициатор, организатор и научный руководитель выездного археологического лагеря «Тепсей» для школьников и студентов посёлка Подгорный и города Железногорска.
В 1986 году был награждён нагрудным знаком Всероссийского общества охраны памятников истории и культуры «За активную работу в обществе».
В 1994 году Евгению Сергеевичу было присвоено почетное звание «Заслуженный учитель школы РФ».
В 2002 году Евгений Сергеевич признан лучшим музейным работником года в рамках конкурса на присуждение профессионального приза Управления культуры Администрации Красноярского края и удостоен премии «Вдохновение». В том же году на «Аллее звезд» г. Железногорска открыта звезда Евгения Сергеевича.
В 2003 году был удостоен звания «Заслуженный педагог Красноярского края».
Умер 29 декабря 2009 года.

### Музей археологии
Ещё в 1967 году, узнав о том, что при Химзаводе города Красноярск-26 существует туристическая секция, Аннинский задумал организовать сплавы школьников по реке Чулым. Декларированные как путешествие по местам «боевой славы» красного партизана П. Е. Щетинкина, эти сплавы способствовали, в то же время, более глубокому знакомству детей с историей и географией родного края, активному летнему отдыху. Секретарь комитета ВЛКСМ предприятия Владимир Айзенберг поддержал инициативу, комсомольцы взяли шефство над краеведческими экспедициями вплоть до непосредственного участия в сплавах, а Химзавод обеспечил частичное финансирование походов.
В характере Евгения Сергеевича Аннинского были черты, роднившие его с такими самоотверженными патриотами и исследователи Сибири, как И. Ф. Бабков, Г. Н. Потанин, Н. М. Ядринцев и Г. Е. Катанаев. Однако, искренний сибирский патриотизм причудливым образом сочетался у него со сталинизмом…
На протяжении 10 лет Аннинский и его ученики участвовали в археологических экспедициях Кемеровского госуниверситета, Ленинградского института археологии и этнографии. Последующие 20 лет — самостоятельные походы. Работа велась в Берёзовском, Балахтинском, Минусинском, Новоселовском районах (Няша, Приморск, Куртак, Анаш, район Потрошиловской лесной дачи).
В 1977 году Аннинский задумал создать музей с археологическим уклоном (к тому времени он успел собрать богатую коллекцию местных древностей). Активно занимался самообразованием в сфере археологии. В 1978 году Евгений Сергеевич начал собирать коллекцию эстампажей с копиями приенисейских петроглифов («писаниц»), ставшую жемчужиной будущего музея и материалом для искусствоведческих трудов Е. С. Аннинского. Копирование он выполнял с помощью школьников, благодаря им были спасены многие уникальные композиции (оригиналы погибли).
В 1990 году Аннинскому удалось открыть Музей археологии при школе № 104 посёлка Подгорный, который 19 марта 1991 года получил статус «Музея на общественных началах». Постепенно Аннинский передал музею все свои коллекции. «Музей на общественных началах», над которым взял шефство городской Музейно-выставочный центр, в 1996 году вошёл в число Лауреатов I фестиваля музеев закрытых городов «Обстоятельства места и времени». С 1997 года он участвует в Красноярских международных музейных биеннале.
В 2001 году Археологический музей посёлка Подгорный стал филиалом муниципального учреждения культуры «Музейно-выставочный центр г. Железногорска», а Евгений Сергеевич приглашён в штат старшим научным сотрудником. В 2002 году Евгений Сергеевич признан лучшим музейным работником года в рамках конкурса на присуждение профессионального приза Управления культуры Администрации Красноярского края и удостоен премии «Вдохновение». В том же году на «Аллее звезд» г. Железногорска открыта звезда Евгения Сергеевича. В 2003 году был удостоен звания «Заслуженный педагог Красноярского края».

В 2005 году в здании Законодательного собрания края открылась выставка сибирских петроглифов, а в Новосибирске вышла книга «Древнее искусство: знаки, образы и время», подготовленная Евгением Сергеевичем в соавторстве с В. Е. Ларичевым. 
Наша задача - беречь этот удивительный живой мир природы, ибо уничтожая его, мы уничтожаем себя. И цель многочисленных экспедиций одна: спасти, сохранить эти послания наших древних предков. Жаль, что многие памятники гибнут, как безвозвратно погибли они на дне рукотворного Красноярского моря. Те же писаницы разрушаются, рассыпаются под напором времени. Некоторые сюжеты исчезли навсегда, их уже нет в природе, а у нас есть, мы их скопировали и сберегли. Так что читать их и изучать будет не одно поколение.
 — подчёркивал Аннинский. Высокую оценку проделанной работе дал доктор исторических наук А. Ю. Алексеев, заведующий отделом археологии Восточной Европы и Сибири Государственного Эрмитажа: 
Наскальное искусство ушедших эпох стоит несколько особняком в ряду памятников археологии и древнейшего художественного творчества, так как петроглифы нередко оказываются гораздо более беззащитными перед разрушительным воздействием природной среды. Именно поэтому любая профессиональная фиксация этих памятников, особенно тех, что уже являются практически разрушенными или могут исчезнуть в ближайшем будущем, - представляет собой несомненную научную и культурную ценность.
В 2007 году грант губернатора Красноярского края Г. В. Хлопонина за проект «Писаницы Красноярья» позволил создать при музее археологии пос. Подгорный лабораторию «Юный археолог». Филиал МВЦ стал работать как Музейно-образовательный Центр краевого значения. Передвижная выставка «Писаницы Красноярья» экспонировалась в городах края — Ачинске, Зеленогорске, Минусинске, Лесосибирске, Красноярске, Дивногорске, Сосновоборске, селе Казачинском. Евгений Сергеевич неоднократно лично выезжал вместе с выставкой, проводил на местах экскурсии, лекции, круглые столы для педагогов, учащихся и студентов Красноярского края. В 2009 году Евгений Сергеевич стал собирать материал для новой книги, а также успел поделиться с друзьями радостью по поводу награждения медалью «В ознаменование 130-летия со дня рождения И. В. Сталина». А через несколько дней Евгения Сергеевича не стало: это случилось 29 декабря 2009 г.
40 лет своей жизни Е. С. Аннинский посвятил созданию и деятельности музея, и музей вполне справедливо был назван его именем.

## Труды
- В 2005 году Е. С. Аннинский в соавторстве с доктором исторических наук В. Е. Ларичевым подготовил книгу о сибирских петроглифах «Древнее искусство: знаки, образы и время». На презентацию книги прибыл в Красноярский край директор Государственного Эрмитажа, член-корреспондент РАН М. Б. Пиотровский.
- В 2007 году увидела свет книга Е. С. Аннинского «Наскальное искусство Среднего Енисея» (репродукции 196 петроглифов).
- В общей сложности Евгений Сергеевич написал 8 публикаций по разведке и сбору подъемного apxеологического материала в aкватории Красноярского водохранилищa.

## Награды и признание
- Звание «Заслуженный учитель школы России»
- Звание «Заслуженный педагог Красноярского края».
- Звезда на «Аллее звезд» г. Железногорска
- Знак Всероссийского общества охраны памятников истории и культуры «За активную работу в обществе»
- Медаль КПРФ «В ознаменование 130-летия со дня рождения И. В. Сталина»
- Знак ЦК ВЛКСМ «За активную работу с пионерами»
- Многочисленные благодарности и грамоты за успехи в учебно-воспитательной работе в школе